# Fehéroroszország a 2002. évi téli olimpiai játékokon
Fehéroroszország az egyesült államokbeli Salt Lake Cityben megrendezett 2002. évi téli olimpiai játékok egyik részt vevő nemzete volt. Az országot az olimpián 9 sportágban 64 sportoló képviselte, akik összesen 1 érmet szereztek.

## Érmesek
| Érem  | Versenyző        | Sportág      | Versenyszám |
| ----- | ---------------- | ------------ | ----------- |
| Bronz | Aljakszej Hrisin | Síakrobatika | Férfi ugrás |

## Biatlon
Férfi
| Versenyző                                                           | Versenyszám           | Lövőhiba    | Időeredmény | Helyezés |
| ------------------------------------------------------------------- | --------------------- | ----------- | ----------- | -------- |
| Aljakszej Ajdarav                                                   | 10 km sprint          | 2 (1+1)     | 27:06,4     | 37.      |
| Aljakszej Ajdarav                                                   | 12,5 km üldözőverseny | 6 (0+0+3+3) | 37:43,0     | 48.      |
| Aljakszej Ajdarav                                                   | 20 km egyéni          | 3 (1+0+2+0) | 54:25,3     | 17.      |
| Aleh Rizsankov                                                      | 10 km sprint          | 0 (0+0)     | 26:05,5     | 11.      |
| Aleh Rizsankov                                                      | 12,5 km üldözőverseny | 2 (0+2+0+0) | 35:08,3     | 21.      |
| Aleh Rizsankov                                                      | 20 km egyéni          | 4 (0+1+1+2) | 55:56,6     | 31.      |
| Vadzim Szasurin                                                     | 10 km sprint          | 0 (0+0)     | 26:09,9     | 12.      |
| Vadzim Szasurin                                                     | 12,5 km üldözőverseny | 1 (0+0+0+1) | 34:00,5     | 10.      |
| Vadzim Szasurin                                                     | 20 km egyéni          | 0 (0+0+0+0) | 52:52,6     | 9.       |
| Aljakszandr Sziman                                                  | 10 km sprint          | 3 (2+1)     | 27:45,3     | 56.*     |
| Aljakszandr Sziman                                                  | 12,5 km üldözőverseny | 3 (1+2+0+0) | 38:05,8     | 49.      |
| Rusztam Valiulin                                                    | 20 km egyéni          | 6 (3+1+0+2) | 58:46,7     | 60.      |
| Aljakszej Ajdarav Aljakszandr Sziman Aleh Rizsankov Vadzim Szasurin | 4 × 7,5 km váltó      | 1+12        | 1:27:12,0   | 8.       |

Női
| Versenyző                                                                 | Versenyszám         | Lövőhiba      | Időeredmény   | Helyezés      |
| ------------------------------------------------------------------------- | ------------------- | ------------- | ------------- | ------------- |
| Ljudmila Ananyka                                                          | 15 km egyéni        | 1 (0+1+0+ – ) | nem ért célba | nem ért célba |
| Alena Hrusztaljova                                                        | 7,5 km sprint       | 2 (1+1)       | 23:06,6       | 33.           |
| Javhenyija Kucepalova                                                     | 7,5 km sprint       | 1 (1+0)       | 23:26,5       | 44.           |
| Javhenyija Kucepalova                                                     | 10 km üldözőverseny | 2 (0+0+1+1)   | 34:40,1       | 28.           |
| Ljudmila Liszenka                                                         | 15 km egyéni        | 4 (4+0+0+0)   | 54:25,4       | 51.           |
| Volha Nazarava                                                            | 7,5 km sprint       | 1 (0+1)       | 22:14,9       | 14.           |
| Volha Nazarava                                                            | 10 km üldözőverseny | 1 (0+1+0+0)   | 32:24,5       | 11.           |
| Volha Nazarava                                                            | 15 km egyéni        | 1 (0+1+0+0)   | 48:29,9       | 6.            |
| Kszenyija Zikunkova                                                       | 7,5 km sprint       | 5 (3+2)       | 25:21,5       | 65.           |
| Kszenyija Zikunkova                                                       | 15 km egyéni        | 3 (1+0+0+2)   | 52:26,8       | 38.           |
| Volha Nazarava Ljudmila Liszenka Javhenyija Kucepalova Alena Hrusztaljova | 4 × 7,5 km váltó    | 0+7           | 1:31:01,6     | 7.            |

* – egy másik versenyzővel azonos eredményt ért el

## Északi összetett
| Versenyző          | Versenyszám        | Síugrás | Síugrás | Síugrás    | Sífutás | Sífutás | Összesítés | Összesítés |
| Versenyző          | Versenyszám        | Pont    | Hely.   | Időhátrány | Idő     | Hely.   | Idő        | Helyezés   |
| ------------------ | ------------------ | ------- | ------- | ---------- | ------- | ------- | ---------- | ---------- |
| Szjarhej Zaharanka | Normálsánc + 15 km | 171,5   | 45.     | +8:00      | 41:18,9 | 38.     | 49:18,9    | 44.        |
| Szjarhej Zaharanka | Nagysánc + 7,5 km  | 86,6    | 40.     | +2:20      | 17:09,5 | 27.     | 19:29,5    | 38.        |

## Gyorskorcsolya
Férfi
| Versenyző          | Versenyszám | 1. futam | 1. futam | 2. futam | 2. futam | Eredmény | Helyezés |
| Versenyző          | Versenyszám | Idő      | Hely.    | Idő      | Hely.    | Eredmény | Helyezés |
| ------------------ | ----------- | -------- | -------- | -------- | -------- | -------- | -------- |
| Aljakszej Hatiljov | 500 m       | 37,40    | 33.      | 37,41    | 36.      | 74,81    | 32.      |
| Aljakszej Hatiljov | 1000 m      |          |          |          |          | 1:13,73  | 42.      |
| Aljakszej Hatiljov | 1500 m      |          |          |          |          | 1:52,87  | 47.      |
| Ihar Makavecki     | 1000 m      |          |          |          |          | 1:12,33  | 41.      |
| Ihar Makavecki     | 1500 m      |          |          |          |          | 1:50,15  | 40.      |

Női
| Versenyző                | Versenyszám | 1. futam | 1. futam | 2. futam | 2. futam | Eredmény | Helyezés |
| Versenyző                | Versenyszám | Idő      | Hely.    | Idő      | Hely.    | Eredmény | Helyezés |
| ------------------------ | ----------- | -------- | -------- | -------- | -------- | -------- | -------- |
| Szvjatlana Csepelnyikova | 1500 m      |          |          |          |          | 2:04,06  | 34.      |
| Szvjatlana Csepelnyikova | 3000 m      |          |          |          |          | 4:24,96  | 32.      |
| Anzsalika Kacjuha        | 500 m       | 37,73    | 6.       | 37,66    | 4.       | 75,39    | 5.       |
| Anzsalika Kacjuha        | 1000 m      |          |          |          |          | 1:15,03  | 12.      |
| Szvjatlana Radkevics     | 500 m       | 39,84    | 30.      | 39,61    | 27.      | 79,45    | 28.      |
| Szvjatlana Radkevics     | 1000 m      |          |          |          |          | 1:18,93  | 33.      |

## Jégkorong

### Férfi
| Fehérorosz nemzeti férfi jégkorongcsapat-játékoskeret | Fehérorosz nemzeti férfi jégkorongcsapat-játékoskeret | Fehérorosz nemzeti férfi jégkorongcsapat-játékoskeret | Fehérorosz nemzeti férfi jégkorongcsapat-játékoskeret | Fehérorosz nemzeti férfi jégkorongcsapat-játékoskeret | Fehérorosz nemzeti férfi jégkorongcsapat-játékoskeret | Fehérorosz nemzeti férfi jégkorongcsapat-játékoskeret |
| #                                                     | Név                                                   | Poszt                                                 | Magasság                                              | Súly                                                  | Kor                                                   | Klub                                                  |
| ----------------------------------------------------- | ----------------------------------------------------- | ----------------------------------------------------- | ----------------------------------------------------- | ----------------------------------------------------- | ----------------------------------------------------- | ----------------------------------------------------- |
| 2                                                     | Szerhij Sabanov                                       | K                                                     | 179                                                   | 76                                                    | 1974. február 24. (27 évesen)                         | Metallurg Novokuznyeck                                |
| 31                                                    | Andrej Mezin                                          | K                                                     | 18                                                    | 77                                                    | 1974. július 8. (27 évesen)                           | Berlin Capitals                                       |
| 33                                                    | Leanyid Fatikov                                       | K                                                     | 194                                                   | 100                                                   | 1968. április 24. (33 évesen)                         | Kassel Huskies                                        |
| 3                                                     | Aleh Hmil                                             | V                                                     | 182                                                   | 92                                                    | 1970. január 30. (32 évesen)                          | Lada Togliatti                                        |
| 4                                                     | Aljakszandr Makricki                                  | V                                                     | 182                                                   | 90                                                    | 1971. augusztus 11. (30 évesen)                       | Revierlöwen Oberhausen                                |
| 5                                                     | Aleh Romanov                                          | V                                                     | 182                                                   | 85                                                    | 1970. március 31. (31 évesen)                         | Szeversztal Cserepovec                                |
| 6                                                     | Ihar Matuskin                                         | V                                                     | 187                                                   | 89                                                    | 1965. január 27. (37 évesen)                          | Skelleftea AIK                                        |
| 21                                                    | Aleh Mikulcsik                                        | V                                                     | 188                                                   | 91                                                    | 1964. július 21. (37 évesen)                          | Himik Voszkreszenszk                                  |
| 23                                                    | Ruszlan Szalej                                        | V                                                     | 185                                                   | 93                                                    | 1974. november 2. (27 évesen)                         | Mighty Ducks of Anaheim                               |
| 26                                                    | Szjarhej Sztasz                                       | V                                                     | 181                                                   | 90                                                    | 1974. április 28. (27 évesen)                         | Krefeld Pinguine                                      |
| 27                                                    | Aljakszandr Zsurik                                    | V                                                     | 194                                                   | 98                                                    | 1975. május 29. (26 évesen)                           | Krylia Szovjetov                                      |
| 30                                                    | Uladzimir Kopac                                       | V                                                     | 178                                                   | 84                                                    | 1971. április 23. (30 évesen)                         | Nyeftyehimik Nyizsnyekamszk                           |
| 9                                                     | Aljakszandr Andrijevszki                              | T                                                     | 196                                                   | 105                                                   | 1968. augusztus 10. (33 évesen)                       | Himik Voszkreszenszk                                  |
| 11                                                    | Vadzim Bekbulatav                                     | T                                                     | 18                                                    | 87                                                    | 1970. március 8. (31 évesen)                          | Dynamo Energia                                        |
| 13                                                    | Andrej Kovaljov                                       | T                                                     | 182                                                   | 87                                                    | 1966. április 2. (35 évesen)                          | Revierlöwen Oberhausen                                |
| 14                                                    | Vaszil Pankov                                         | T                                                     | 185                                                   | 89                                                    | 1968. augusztus 15. (33 évesen)                       | Augsburger Panther                                    |
| 16                                                    | Andrej Szkabelka                                      | T                                                     | 186                                                   | 92                                                    | 1971. január 20. (31 évesen)                          | Szalavat Julajev                                      |
| 17                                                    | Aljakszej Kaljuzsni                                   | T                                                     | 183                                                   | 85                                                    | 1977. június 13. (24 évesen)                          | Metallurg Magnyitogorszk                              |
| 18                                                    | Aleh Antonyenka                                       | T                                                     | 187                                                   | 91                                                    | 1971. július 1. (30 évesen)                           | Szeversztal Cserepovec                                |
| 19                                                    | Eduard Zankavec                                       | T                                                     | 174                                                   | 85                                                    | 1969. szeptember 27. (32 évesen)                      | Torpedo Nyizsnyij Novogorod                           |
| 24                                                    | Dzmitrij Dudik                                        | T                                                     | 184                                                   | 87                                                    | 1977. november 2. (24 évesen)                         | HK Gomel                                              |
| 28                                                    | Kansztancin Kalcov                                    | T                                                     | 185                                                   | 90                                                    | 1981. április 17. (20 évesen)                         | Szpartak Moszkva                                      |
| 29                                                    | Uladzimir Ciplakov                                    | T                                                     | 187                                                   | 93                                                    | 1969. április 18. (32 évesen)                         | AK Barsz Kazány                                       |
| 32                                                    | Dzmitrij Pankov                                       | T                                                     | 184                                                   | 89                                                    | 1974. október 29. (27 évesen)                         | Metallurg Novokuznyeck                                |
| 37                                                    | Andrej Raszolka                                       | T                                                     | 177                                                   | 83                                                    | 1968. szeptember 13. (33 évesen)                      | Szeversztal Cserepovec                                |
| Vezetőedző: Vlagyimir Krikunov                        | Vezetőedző: Vlagyimir Krikunov                        | Vezetőedző: Vlagyimir Krikunov                        | Vezetőedző: Vlagyimir Krikunov                        | Vezetőedző: Vlagyimir Krikunov                        | 1950. április 23. (51 évesen)                         | 1950. április 23. (51 évesen)                         |

- Posztok rövidítései: K – Kapus, V – Védő, T – Támadó
- Kor: 2002. február 9-i kora

#### Eredmények
Selejtező
B csoport
| Csapat           | M | Gy | V | D | G+ | G– | Gk | P |
| ---------------- | - | -- | - | - | -- | -- | -- | - |
| Fehéroroszország | 3 | 2  | 1 | 0 | 5  | 3  | +2 | 4 |
| Ukrajna          | 3 | 2  | 1 | 0 | 9  | 5  | +4 | 4 |
| Svájc            | 3 | 1  | 1 | 1 | 7  | 9  | −2 | 3 |
| Franciaország    | 3 | 0  | 2 | 1 | 6  | 10 | −4 | 1 |

| 2002. február 9. | Fehéroroszország (BLR) | 1 – 0 (0–0, 0–0, 1–0) | Ukrajna | Peaks Ice Arena, Provo Nézőszám: 6294 |

|  |  |  |  |  |
|  |  |  |  |  |
|  |  |  |  |  |
|  |  |  |  |  |

| 2002. február 11. | Fehéroroszország (BLR) | 3 – 1 (1–1, 1–0, 1–0) | Franciaország | Peaks Ice Arena, Provo Nézőszám: 6214 |

|  |  |  |  |  |
|  |  |  |  |  |
|  |  |  |  |  |
|  |  |  |  |  |

| 2002. február 12. | Svájc (SUI) | 2 – 1 (1–0, 1–1, 0–0) | Fehéroroszország | E Center, West Valley City Nézőszám: 7736 |

|  |  |  |  |  |
|  |  |  |  |  |
|  |  |  |  |  |
|  |  |  |  |  |

Csoportkör
D csoport
| Csapat           | M | Gy | V | D | G+ | G– | Gk  | P |
| ---------------- | - | -- | - | - | -- | -- | --- | - |
| Egyesült Államok | 3 | 2  | 0 | 1 | 16 | 3  | +13 | 5 |
| Finnország       | 3 | 2  | 1 | 0 | 11 | 8  | +3  | 4 |
| Oroszország      | 3 | 1  | 1 | 1 | 9  | 9  | 0   | 3 |
| Fehéroroszország | 3 | 0  | 3 | 0 | 6  | 22 | −16 | 0 |

| 2002. február 15. | Oroszország (RUS) | 6 – 4 (3–1, 1–2, 2–1) | Fehéroroszország | E Center, West Valley City Nézőszám: 8484 |

|  |  |  |  |  |
|  |  |  |  |  |
|  |  |  |  |  |
|  |  |  |  |  |

| 2002. február 16. | Finnország (FIN) | 8 – 1 (3–0, 3–0, 2–1) | Fehéroroszország | E Center, West Valley City Nézőszám: 8599 |

|  |  |  |  |  |
|  |  |  |  |  |
|  |  |  |  |  |
|  |  |  |  |  |

| 2002. február 18. | Fehéroroszország (BLR) | 1 – 8 (1–0, 0–3, 0–5) | Egyesült Államok | E Center, West Valley City Nézőszám: 8599 |

|  |  |  |  |  |
|  |  |  |  |  |
|  |  |  |  |  |
|  |  |  |  |  |

Negyeddöntő
| 2002. február 20. | Svédország (SWE) | 3 – 4 (1–2, 1–0, 1–2) | Fehéroroszország | E Center, West Valley City Nézőszám: 7240 |

|  |  |  |  |  |
|  |  |  |  |  |
|  |  |  |  |  |
|  |  |  |  |  |

Elődöntő
| 2002. február 22. | Kanada (CAN) | 7 – 1 (2–1, 2–0, 3–0) | Fehéroroszország | E Center, West Valley City Nézőszám: 8599 |

|  |  |  |  |  |
|  |  |  |  |  |
|  |  |  |  |  |
|  |  |  |  |  |

Bronzmérkőzés
| 2002. február 23. | Fehéroroszország (BLR) | 2 – 7 (1–2, 1–2, 0–3) | Oroszország | E Center, West Valley City Nézőszám: 8599 |

|  |  |  |  |  |
|  |  |  |  |  |
|  |  |  |  |  |
|  |  |  |  |  |

| Csapat           | Helyezés |
| ---------------- | -------- |
| Fehéroroszország | 4.       |

## Műkorcsolya
| Versenyző         | Versenyszám  | Rövid program     | Rövid program | Rövid program | Kűr               | Kűr   | Kűr         | Összesítés         | Összesítés |
| Versenyző         | Versenyszám  | Több. hely. száma | Hely.         | Hely. pont.   | Több. hely. száma | Hely. | Hely. pont. | Helyezési pontszám | Helyezés   |
| ----------------- | ------------ | ----------------- | ------------- | ------------- | ----------------- | ----- | ----------- | ------------------ | ---------- |
| Szjarhej Davidav  | Férfi egyéni | 5×15+             | 15.           | 7,5           | 5×23+             | 24.   | 24,0        | 31,5               | 21.        |
| Julija Szaldatava | Női egyéni   | 5×21+             | 22.           | 11,0          | 6×19+             | 18.   | 18,0        | 29,0               | 18.        |

## Rövidpályás gyorskorcsolya
Női
| Versenyző                   | Versenyszám | Előfutam | Előfutam | Negyeddöntő | Negyeddöntő | Elődöntő | Elődöntő | B döntő | B döntő | Döntő   | Döntő   | Helyezés |
| Versenyző                   | Versenyszám | Idő      | Hely.    | Idő         | Hely.       | Idő      | Hely.    | Idő     | Hely.   | Idő     | Hely.   | Helyezés |
| --------------------------- | ----------- | -------- | -------- | ----------- | ----------- | -------- | -------- | ------- | ------- | ------- | ------- | -------- |
| Julija Pavlavics-Jelszakava | 500 m       | 47,273   | 3.       | kiesett     | kiesett     | kiesett  | kiesett  | kiesett | kiesett | kiesett | kiesett | 23.      |
| Julija Pavlavics-Jelszakava | 1500 m      | 2:36,058 | 4.       |             |             | kiesett  | kiesett  | kiesett | kiesett | kiesett | kiesett | 19.      |

## Síakrobatika
Ugrás
| Versenyző            | Versenyszám | Selejtező | Selejtező | Döntő   | Döntő    |
| Versenyző            | Versenyszám | Pont      | Helyezés  | Pont    | Helyezés |
| -------------------- | ----------- | --------- | --------- | ------- | -------- |
| Dzmitrij Dascsinszki | Férfi       | 219,94    | 12.       | 244,29  | 7.       |
| Aljakszej Hrisin     | Férfi       | 251,76    | 1.        | 251,19  |          |
| Dzmitrij Rak         | Férfi       | 240,87    | 5.        | 226,34  | 10.      |
| Ala Cuper            | Női         | 181,37    | 3.        | 164,92  | 9.       |
| Asszol Szlivec       | Női         | 157,96    | 13.       | kiesett | kiesett  |

## Sífutás
Férfi
| Versenyző                                                                        | Versenyszám     | Selejtező | Selejtező | Negyeddöntő | Negyeddöntő | Elődöntő | Elődöntő | B döntő | B döntő | Döntő     | Döntő    |
| Versenyző                                                                        | Versenyszám     | Idő       | Hely.     | Idő         | Hely.       | Idő      | Hely.    | Idő     | Hely.   | Idő       | Helyezés |
| -------------------------------------------------------------------------------- | --------------- | --------- | --------- | ----------- | ----------- | -------- | -------- | ------- | ------- | --------- | -------- |
| Szjarhej Dalidovics                                                              | 30 km           |           |           |             |             |          |          |         |         | 1:13:51,1 | 14.      |
| Aljakszandr Szannyikav                                                           | 30 km           |           |           |             |             |          |          |         |         | 1:19:46,9 | 53.      |
| Aljakszandr Szannyikav                                                           | 50 km           |           |           |             |             |          |          |         |         | 2:24:14,2 | 44.      |
| Mikalaj Szemjanyaka                                                              | 15 km           |           |           |             |             |          |          |         |         | 41:48,0   | 48.      |
| Mikalaj Szemjanyaka                                                              | 30 km           |           |           |             |             |          |          |         |         | 1:19:45,6 | 52.      |
| Aljakszandr Salak                                                                | Sprint          | 3:13,63   | 58.       | kiesett     | kiesett     | kiesett  | kiesett  | kiesett | kiesett | kiesett   | 57.      |
| Aljakszandr Salak                                                                | 15 km           |           |           |             |             |          |          |         |         | 41:44,5   | 47.      |
| Aljakszandr Salak                                                                | 50 km           |           |           |             |             |          |          |         |         | 2:24:37,2 | 46.      |
| Aljakszej Trehubov                                                               | Sprint          | 3:08,05   | 55.       | kiesett     | kiesett     | kiesett  | kiesett  | kiesett | kiesett | kiesett   | 54.      |
| Aljakszej Trehubov                                                               | 15 km           |           |           |             |             |          |          |         |         | 42:00,7   | 51.      |
| Aljakszej Trehubov                                                               | 50 km           |           |           |             |             |          |          |         |         | 2:22:29,3 | 40.      |
| Raman Virolajnyen                                                                | Sprint          | 2:57,48   | 27.       | kiesett     | kiesett     | kiesett  | kiesett  | kiesett | kiesett | kiesett   | 26.      |
| Raman Virolajnyen                                                                | 15 km           |           |           |             |             |          |          |         |         | 39:02,4   | 13.      |
| Dzjanyisz Vorobjov                                                               | Sprint          | 3:08,79   | 56.       | kiesett     | kiesett     | kiesett  | kiesett  | kiesett | kiesett | kiesett   | 55.      |
| Dzjanyisz Vorobjov                                                               | 30 km           |           |           |             |             |          |          |         |         | 1:17:43,2 | 44.      |
| Raman Virolajnyen Mikalaj Szemjanyaka Aljakszandr Szannyikav Szjarhej Dalidovics | 4 × 10 km váltó |           |           |             |             |          |          |         |         | 1:42:12,0 | 15.      |

| Versenyző              | Versenyszám              | 5 km klasszikus | 5 km klasszikus | 5 km szabad | 5 km szabad | Helyezés |
| Versenyző              | Versenyszám              | Idő             | Hely.           | Időhátrány  | Idő         | Helyezés |
| ---------------------- | ------------------------ | --------------- | --------------- | ----------- | ----------- | -------- |
| Szjarhej Dalidovics    | 10 + 10 km üldözőverseny | 28:44,0         | 54.             | nem indult  | nem indult  | kiesett  |
| Aljakszandr Szannyikav | 10 + 10 km üldözőverseny | 29:30,5         | 61.             | kiesett     | kiesett     | kiesett  |
| Raman Virolajnyen      | 10 + 10 km üldözőverseny | 26:42,2         | 9.              | +0:35       | 25:29,1     | 30.      |
| Dzjanyisz Vorobjov     | 10 + 10 km üldözőverseny | 30:04,3         | 65.             | kiesett     | kiesett     | kiesett  |

Női
| Versenyző                                                             | Versenyszám    | Selejtező | Selejtező | Negyeddöntő | Negyeddöntő | Elődöntő | Elődöntő | B döntő | B döntő | Döntő     | Döntő    |
| Versenyző                                                             | Versenyszám    | Idő       | Hely.     | Idő         | Hely.       | Idő      | Hely.    | Idő     | Hely.   | Idő       | Helyezés |
| --------------------------------------------------------------------- | -------------- | --------- | --------- | ----------- | ----------- | -------- | -------- | ------- | ------- | --------- | -------- |
| Alena Kaluhina                                                        | 10 km          |           |           |             |             |          |          |         |         | 31:10,9   | 43.      |
| Viktorija Lopatina                                                    | Sprint         | 3:20,59   | 24.       | kiesett     | kiesett     | kiesett  | kiesett  | kiesett | kiesett | kiesett   | 24.      |
| Szvjatlana Nahejkina                                                  | 10 km          |           |           |             |             |          |          |         |         | 29:48,4   | 14.      |
| Szvjatlana Nahejkina                                                  | 15 km          |           |           |             |             |          |          |         |         | 40:17,9   | 5.       |
| Szvjatlana Nahejkina                                                  | 30 km          |           |           |             |             |          |          |         |         | 1:35:51,6 | 11.      |
| Irina Szkripnyik                                                      | 30 km          |           |           |             |             |          |          |         |         | 1:42:49,1 | 30.      |
| Natallja Kalinovszkaja                                                | Sprint         | 3:31,83   | 45.       | kiesett     | kiesett     | kiesett  | kiesett  | kiesett | kiesett | kiesett   | 45.      |
| Natallja Kalinovszkaja                                                | 15 km          |           |           |             |             |          |          |         |         | 44:09,2   | 40.      |
| Natallja Zjatikova                                                    | 10 km          |           |           |             |             |          |          |         |         | 30:44,2   | 35.      |
| Natallja Zjatikova                                                    | 15 km          |           |           |             |             |          |          |         |         | 42:04,5   | 17.*     |
| Natallja Zjatikova                                                    | 30 km          |           |           |             |             |          |          |         |         | 1:42:18,0 | 29.      |
| Vera Zjatikova                                                        | 10 km          |           |           |             |             |          |          |         |         | 30:20,5   | 27.      |
| Vera Zjatikova                                                        | 15 km          |           |           |             |             |          |          |         |         | 42:04,5   | 17.*     |
| Alena Kaluhina Szvjatlana Nahejkina Vera Zjatikova Natallja Zjatikova | 4 × 5 km váltó |           |           |             |             |          |          |         |         | 50:37,9   | 5.       |

| Versenyző              | Versenyszám            | 5 km klasszikus | 5 km klasszikus | 5 km szabad | 5 km szabad | Helyezés |
| Versenyző              | Versenyszám            | Idő             | Hely.           | Időhátrány  | Idő         | Helyezés |
| ---------------------- | ---------------------- | --------------- | --------------- | ----------- | ----------- | -------- |
| Alena Kaluhina         | 5 + 5 km üldözőverseny | 14:34,6         | 52.             | kiesett     | kiesett     | kiesett  |
| Natallja Kalinovszkaja | 5 + 5 km üldözőverseny | 14:53,6         | 61.             | kiesett     | kiesett     | kiesett  |
| Natallja Zjatikova     | 5 + 5 km üldözőverseny | 14:23,5         | 45.             | +1:24       | 13:31,2     | 34.      |
| Vera Zjatikova         | 5 + 5 km üldözőverseny | 14:15,2         | 37.             | +1:16       | 13:29,8     | 32.      |

* – egy másik versenyzővel azonos eredményt ért el

## Síugrás
| Versenyző        | Versenyszám | Selejtező | Selejtező | 1. ugrás | 1. ugrás | 2. ugrás | 2. ugrás | Összesítés | Összesítés |
| Versenyző        | Versenyszám | Pont      | Hely.     | Pont     | Hely.    | Pont     | Hely.    | Pont       | Helyezés   |
| ---------------- | ----------- | --------- | --------- | -------- | -------- | -------- | -------- | ---------- | ---------- |
| Andrej Liszkavec | Normálsánc  | 95,0      | 33.       | 98,0     | 42.*     | kiesett  | kiesett  | kiesett    | kiesett    |
| Andrej Liszkavec | Nagysánc    | 66,3      | 45.       | kiesett  | kiesett  | kiesett  | kiesett  | kiesett    | kiesett    |

* – egy másik versenyzővel azonos eredményt ért el